# Ko Tai Chuen
Ko Tai Chuen, conosciuto anche con la traslitterazione Gao Diquan (高棣铨T, Gāo DìquánP; 1925 – 30 luglio 1999), è stato un cestista singaporiano.

## Carriera
Con Singapore ha disputato i Giochi olimpici di Melbourne 1956.